# Władimir Nikołajew

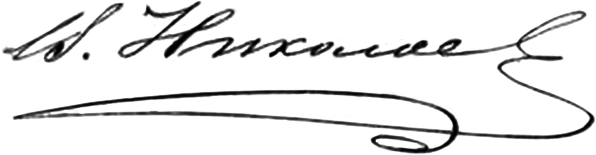
Podpis Władimira Nikołajewa

Władimir Nikołajew, ros. Владимир Николаевич Николаев (ur. 19 lutego?/3 marca 1847 w Carskim Siole, zm. 11 listopada 1911 w Kijowie) – rosyjski architekt, działacz społeczny i pedagog.

## Życiorys
W 1871 ukończył Akademię Sztuk Pięknych w Petersburgu. W maju 1872 przeprowadził się do Kijowa, gdzie został miejskim architektem (1873–1887). Współpracował również z lokalną Cerkwią prawosławną (1875–1898) m.in. jako projektant Ławry Kijowsko-Pieczerskiej wraz z jej trapeznią.
Był przedstawicielem eklektyzmu. Stworzył ponad 27 budynków mieszkalnych, 18 świątyń, ma również na swym koncie projekty szkół, szpitali i fabryk. Zaprojektował budynek Domu Kupieckiego przy Chreszczatyku (ukr. Купецьке зібрання) wraz z salą koncertową (obecnie Filharmonia), budynek Miejskiego Towarzystwa Kredytowego przy Instytuckiej (1894, nie zachował się), szpitale żydowski i robotników niewykwalifikowanych (tak zwanych czarnorobów).
Jego autorstwa były kijowskie pomniki Bohdana Chmielnickiego, Mikołaja I i Michaiła Glinki, a także rezydencje kijowskich mieszczan i magnatów:
- Fiodora Tereszczenki (1877–1884] zaprojektowane wspólnie z Andrijem Gunem, obecnie: Kijowskie Muzeum Sztuki Rosyjskiej
- Markusa Zajcewa (1897)
- Libermana (1898, obecnie: siedziba Narodowego Związku Pisarzy Ukrainy)
- Galperina (1899, obecnie należy do Rady Werchownej)
- Wasyla Symierenki (lata 90. XIX wieku)

Nikołajew zaprojektował też bardzo popularne wśród kijowian budynki hotelu Naciona i Belle-Vi na Chreszczatyku (żaden z nich nie przetrwał do czasów współczesnych).
Napisał kilka książek poświęconych architekturze, pracom restauracyjnym i prawu budowlanemu. Jego syn Hipolit był w latach 1892–1917 architektem miejskim Kijowa, drugi z synów Leonid został z kolei sławnym pianistą i pedagogiem.
Zmarł jesienią 1911 i został pochowany na cmentarzu Askoldowskim (nagrobek się nie zachował).

## Twórczość
- Pomniki:

|  |
|  |

- Świątynie:

|  |  |
|  |  |

- Domy:

|  |  |  |
|  |  |  |

- Inne znane realizacje:

|  |  |  |
|  |  |  |

### Budynki nieistniejące
- Świątynie:

|  |  |  |  |
|  |  |  |  |

- Domy:

|  |  |
|  |  |